# پوسته تخم‌‌مرغ (رنگ)
رنگ پوسته تخم‌مرغ به معنای رنگ متوسط تخم‌مرغ است.
در طراحی داخلی، رنگ پوسته تخم‌مرغ معمولاً زمانی استفاده می‌شود که فرد تمایل به رنگی کم‌رنگ، گرم، خنثی و مایل به سفید داشته باشد.
رنگ پوسته تخم‌مرغ نیز به نوعی از رنگ دیواری است که سایش سختی دارد با درخشش مات مشابه پوستۀ تخم‌مرغ، به جای هم‌رنگ بودن. در نتیجه، رنگ پوستۀ تخم‌مرغ می‌تواند هر رنگی باشد، نه فقط سفید خالص.